# Trigonotis microcarpa
Trigonotis microcarpa là loài thực vật có hoa trong họ Mồ hôi. Loài này được (DC.) Benth. ex C.B. Clarke miêu tả khoa học đầu tiên năm 1883.